# Kamagaya
Kamagaya (Japans: 鎌ヶ谷市, Kamagaya-shi) is een Japanse stad in het noordwesten van de prefectuur Chiba. Kamagaya groeide uit van landbouwersdorp tot satellietstad van Tokio. De lokale economie wordt beheerst door machine-industrie en een nog bloeiende perenteelt. De gemeente, sedert 1 september 1971 drager van de titel "shi (stad)" heeft een oppervlakte van 21,11 km² en ongeveer 104.563 inwoners. 

## Verkeer
- Wegen:

Kamagaya ligt aan autoweg 464.
- Trein : 
  - Tobu Railway:  Noda-lijn
    - Station Kamagaya
    - Station Shin-Kamagaya

  - Shin-Keisei Electric Railway:  Shin-Keisei-lijn
    - Station Kunugiyama
    - Station Kita-Hatsutomi
    - Station Shin-Kamagaya
    - Station Hatsutomi
    - Station Kamagaya-Daibutsu

  - Hokuso Railway:  Hokuso-lijn
    - Station Shin-Kamagaya

## Bezienswaardigheid
- Grote Boeddha van Kamagaya